# François II de La Rochefoucauld
François II de la Rochefoucauld, 2e comte de La Rochefoucauld, et Prince de Marcillac, est né en 1494 et mort en 1533 à l'âge de 39 ans. Il est cousin du roi François Ier par baptême. Il fut officier du Roi pendant les guerres d'Italie, où il est fait prisonnier avec ce dernier à la Bataille de Pavie.

## Biographie
Premier fils de François Ier de La Rochefoucauld et de Louise de Crussol, il naît en 1494. Il est proche du Roi François Ier par son père qui fut parrain du roi. À son accession au trône en 1515, le roi érige la baronnie en comté. 
François II épouse en 1518 la jeune Anne de Polignac, mariée une première fois à Charles de Bueil mort à la bataille de Marignan. Femme érudite, éduquée en Italie à Mantoue et protectrice des arts, elle laisse durablement sa trace dans ce château. Dès 1519 le jeune couple entreprend des travaux d'envergure pour mettre au goût de l'époque leur château de La Rochefoucauld , dont les galeries italiennes, le Grand Escalier, et les façades extérieures en sont des exemples notables. 
Le comte de La Rochefoucauld accompagne le roi dans ses guerres d'Italie et participe à de nombreuses batailles. Tout comme sa femme, il est rapidement séduit par la culture italienne et ramène en France plusieurs artistes pour transformer son château au goût du jour; les galeries extérieures à la Bramante sont un bon exemple de cette renaissance architecturale. Il est fait prisonnier avec lui à la bataille de Pavie en 1525. Il meurt en 1533 emporté par la maladie, à l'âge de 39 ans. Il est inhumé en l'église de Saint-François de Verteuil comme exprimé dans son testament. Il laisse la tutelle de ses enfants à sa femme, et ordonne que soit achevée la chapelle du château de La Rochefoucauld dédiée à Notre-Dame.

## Récapitulatif

### Titres
- Comte de La Rochefoucauld (1517-1533)
- Prince de Marcillac (1500-1533)
- Baron de Verteuil, et de Montignac-Charente.
- Seigneur de Thouriers, de Marthon, de Blanzac et de Montendre

### Mariage et descendance
Il épouse le 5 février 1518 Anne de Polignac qui lui donne 7 enfants:
1. François III de La Rochefoucauld (1521-1572), comte de La Rochefoucauld.
2. Jean de La Rochefoucauld, seigneur de Blanzac et abbé de Marmoutier .
3. Charles de La Rochefoucauld (1520-1583), comte de Randan et seigneur de Luguet.
4. Françoise de La Rochefoucauld, comtesse de Candale.
5. Marie de La Rochefoucauld, prieure à Poissy.
6. Jeanne de La Rochefoucauld, abbesse de Notre-Dame de Saintes.
7. Françoise de La Rochefoucauld (1531-1606), abbesse de Notre-Dame de Saintes à la mort de sa sœur.